# شهرستان سانمن
شهرستان سانمن (به لاتین: Sanmen County) یک شهرستان‌های جمهوری خلق چین در چین است که در تایجو واقع شده‌است.